# Katharina Held (Sängerin)

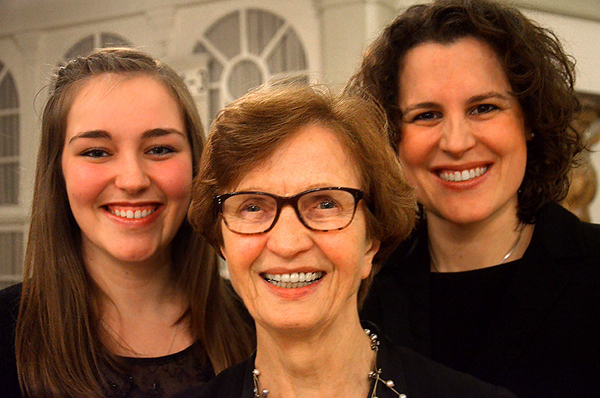
Von links: Katharina Held, Gudrun Schröfel und Mareike Morr 2017 nach einem Konzert im Kloster Walsrode in der dortigen St. Johannes-der-Täufer-Kirche

Katharina Held (* 1995 in Hannover) ist eine deutsche Sängerin der Stimmlage Sopran.

## Leben
Katharina Held erhielt bereits seit ihrem vierten Lebensjahr ersten Unterricht an der Geige, später auch an den Instrumenten Klavier und Horn. Im Alter von sieben Jahren wurde sie Mitglied im Mädchenchor Hannover, ab 2009 wurde sie unter der Chorleiterin und Dozentin Gudrun Schröfel in Gesang unterrichtet.
Zeitweilig studierte Katharina Held in Berlin Gesang bei Julie Kaufmann an der dortigen Universität der Künste.
Mit dem Mädchenchor Hannover unternahm Katharina Held Konzertreisen nach China, Estland, Polen, Slowenien, in die USA und die Schweiz. Mehrere Solo-Partien der Sängerin wurden in CD-Aufnahmen festgehalten, an der Staatsoper Hannover sang sie unter anderem wiederholt die Partie des 1. Knaben in der Oper Die Zauberflöte von Wolfgang Amadeus Mozart.
Katharina Held wurde mehrfach auf dem Musikwettbewerb Jugend musiziert ausgezeichnet. 2014 gewann sie den ersten Preis des Bundeswettbewerbs in der Kategorie Gesang Solo  in Braunschweig/Wolfenbüttel. Im Juli desselben Jahres sang sie die Partie des Hirtenknaben der Oper Tosca von Giacomo Puccini beim NDR Klassik Open Air.
Ebenfalls 2014 förderte die Niedersächsische Sparkassenstiftung die Sängerin durch das zweiwöchige RAM-Stipendium an der Royal Academy of Music in London.